# Echiniscus pseudelegans
Echiniscus pseudelegans är en djurart som tillhör fylumet trögkrypare, och som beskrevs av Séméria 1994. Echiniscus pseudelegans ingår i släktet Echiniscus och familjen Echiniscidae. Inga underarter finns listade i Catalogue of Life.